# Panč (magazin)
Panč (Punch, ili The London Charivari) bio je britanski nedeljni magazin humorističkog i satiričnog sadržaja. Magazin su uspostavili Henry Mayhew i drvorez Ebenezer Landells 1841. godine. Istorijski gledano, on je bio najuticajniji tokom 1840-ih i 1850-ih, kada je pomogao da se termin „karikatura” poprimi njegov moderni smisao u šaljive ilustracije.
Nakon četrdesetih godina 20. veka, kada je njegov tiraž dostigao vrhunac, časopis je prošao kroz dugi period opadanja popularnosti, zatvarajući se 1992. godine. On je ponovo oživljen 1996, ali je ponovo zatvoren 2002.

## Istorija
Punch su 17. jula 1841. osnovali Henri Mejhju i drvorez Ebenezer Landels, uz početno ulaganje od £25. Zajednički su ga uredili Mejhju i Mark Lemon. Časopis je imao podnaslov The London Charivari kao izraz poštovanja francuskog satiričnog humorističkog časopisa Šarla Filipona Le Charivari. Odražavajući svoju satiričnu i šaljivu nameru, dvojica urednika su uzeli za svoje ime i maskotu anarhičnu lutkarsku rukavicu, gospodina Panča, iz predstave Punč i Džudi; ime se takođe odnosilo na jednu rano izrečenu šalu o jednom od prvih urednika časopisa, Lemonu, da „punč nije ništa bez limuna”. Mejhju je prestao da bude zajednički urednik 1842. godine i postao je „glavni sugestant“ sve dok 1845. nije prekinuo svoju vezu. Časopis je u početku vodio borbu za čitaoce, osim „Almanah” izdanja iz 1842. godine koje je šokiralo njegove tvorce prodajom 90.000 primeraka. U decembru 1842. godine, zbog finansijskih poteškoća, časopis je prodat Bredberiju i Evansu, firmi koja se bavila štamparstvom i izdavaštvom. Bredberi i Evans su iskoristili novorazvijene tehnologije masovnog štampanja, a takođe su bili izdavači za Čarlsa Dikinsa i Vilijama Mejkpis Takerija.

### Terminologija karikature
Termin „karikatura” koji se odnosi na komične crteže prvi put je upotrebljen u Panču 1843. godine, kada su Domovi parlamenta trebali biti ukrašeni freskama, a „karikature” fresaka su bile prikazane javnosti; izraz „karikatura” tada je podrazumevao gotovu preliminarnu skicu na velikom komadu kartona ili ital. cartone na italijanskom jeziku. Panč je humoristički prisvojio termin tako da se odnosio na njegove političke karikature, a popularnost Pančevih karikatura dovela je do široke upotrebe tog izraza.

### Umetnost
Ilustrator Arčibald Hening je dizajnirao naslovne stranice prvih brojeva časopisa. Dizajn naslovnice je varirao u ranim godinama, iako je Ričard Dojl dizajnirao ono što je postalo zaglavlje časopisa 1849. godine. Među umetnicima koji su objavljivali u Panču tokom 1840-ih i 50-ih bili su Džon Lič, Dojl, Džon Teniel i Čarls Kin. Ova grupa je postala poznata kao „The Punch Brotherhood”. Ona je takođe obuhvatala Čarlsa Dikinsa, koji se pridružio Bredberiju i Evansu nakon što je napustio Čapmana i Hola 1833. Autori i umetnici Panča takođe su doprineli drugom književnom časopisu Bredberi i Evansa pod nazivom Jednom nedeljno (približno 1859), nastalom kao odgovor na Dikinsovo odstupanje od Reči domaćinstva.

### Sticanje tržišta i odnosi sa drugim časopisima
Nakon meseci finansijskih poteškoća i nedostatka tržišnog uspeha, Panč je postao osnovni sastojak za britanskih salona zbog svog sofisticiranog humora i odsustva uvredljivog materijala, posebno kada se posmatra naprotiv satirične štampe tog doba. Tajms i nedeljni list Svetske vesti koristili su male komade iz Panča kao punioce kolona, dajući časopisu besplatan publicitet i indirektno dodeljujući mu stepen uglednosti, privilegiju koju nije uživala nijedna druga komična publikacija. Panč je imao prijateljski odnos ne samo sa Tajsom, već i sa časopisima namenjenim intelektualnoj publici kao što je Vestminsterski pregled, koji je objavio ilustrovani članak na 53 stranice o prva dva toma Panča. Istoričar Ričard Altik je napisao da „Sudeći po broju referenci na njega u privatnim pismima i memoarima tokom 1840-ih ... Panč je postao odomaćena reč u roku od godinu ili dve od svog osnivanja, počevši od srednje klase i ubrzo dostigavši vrhunac društva, samu kraljevsku porodicu”.
Rastući u pogledu obima čitalačke publike i popularnosti tokom ostatka 1840-ih i 50-ih, Panč je bio priča o uspehu nedeljnika za tri groša, koji je postao časopis o kome se najviše pričalo i uživalo. Među Pančevim čitaocima su bili Elizabeta Baret, Robert Brauning, Tomas Karlajl, Edvard Ficdžerald, Šarlota Bronte, kraljica Viktorija, prince Albert, Ralf Voldo Emerson, Emili Dikinson, Herman Melvil, Henri Vodsvort Longfelou i Džejms Rasel Louel. Panč je dao nekoliko fraza engleskom jeziku, uključujući kristalna palata i „parohovo jaje” (prvi put viđeni u karikaturama Džordža di Morija iz 1895. godine). Nekoliko britanskih klasika humora prvi put je serijalizovano u Panču, poput Diary of a Nobody i 1066 and All That. Pred kraj 19. veka, umetnički spisak su činili Hari Farnis, Linli Samburn, Fransis Karuters Guld i Fil Mej. Među izuzetnim karikaturistima sledećeg veka bili su Bernard Partridž, H. M. Bejtman, Bernard Holovud (koji je takođe uređivao časopis od 1957. do 1968), Keneth Mahud i Norman Telvel.
Tiraž je premašio granicu od 100.000 oko 1910. godine, a vrhunac je dostigao 1947–1948 sa 175.000 do 184.000. Prodaja je nakon toga kontinuirano opadala; ultimatno, časopis je bio prisiljen da se zatvori 2002. godine nakon 161 godine objavljivanja.
Panč je bio široko oponašan širom sveta i bio je popularan u kolonijama. Kolonijalno iskustvo, posebno u Indiji, uticalo je na Panč i njegovu ikonografiju. Tenielove Pančove karikature Sepojske pobune 1857. dovele su do porasta popularnosti časopisa. Kolonijalna Indija je često bila karikaturisana u Panču i bila je važan izvor znanja o Indiji za britanske čitaoce.

### Kasnije godine
Pančov materijal prikupljan je u knjiškim formatima s kraja 19. veka, što je uključivalo godišnjake Pick of the Punch sa karikaturama i tekstualnim karakteristikama, Punch and the War (zbirka karikatura povezanih sa Drugim svetskim ratom iz 1941) i A Big Bowl of Punch, koji su ponovo objavljeni nekoliko puta. Mnogi karikaturisti Panča s kraja 20. veka objavljivali su sopstvene kolekcije, delom zasnovane na doprinosima u Panču.
Početkom 1996. godine biznismen Muhamed el Fajed je otkupio prava na ime, i Panč je ponovo pokrenut kasnije te godine. Nova verzija časopisa trebalo je da bude spojler uperen u Privatno oko, koji je objavio mnoge članke kritične prema Fajedu. Panč nikada nije postao profitabilan u svojoj novoj inkarnaciji, a krajem maja 2002, najavljen je još jedan prestanak objavljivanja. Izveštaji u štampi naveli su gubitak od 16 miliona funti tokom šest godina objavljivanja, sa samo 6.000 pretplatnika na kraju.

## Galerija odabranih ranih korica
- Detalj Panča dok veša đavola sa naslovne strane prvog izdanja 1841.
- 1843: naslona strana od 1. jula prikazuje Panča kako opkoračuje trubača.
- 1861: naslovna strana od 24. avgusta prikazuje Papu Pija IX kako daje oružje južnoitalijanskim hajducima.
- 1916: naslona strana od 26. aprila prikazuje Ričard Dojlovo zaglavlje iz 1849. u boji i sa oglasima.

## Literatura
- Appelbaum, Stanley; Kelly, Richard Michael (1981). Great Drawings and Illustrations from Punch, 1841–1901: 192 Works by Leech, Keene, Du Maurier, May and 21 Others. Courier Dover Publications. ISBN 978-0-486-24110-4.
- „Biography: Clive Collins – The British Cartoon Archive”. University of Kent. Архивирано из оригинала 07. 03. 2016. г. Приступљено 11. 12. 2014.
- henleystandard.co.uk Архивирано 14 фебруар 2016 на сајту
- „Noel Ford's Cartoon and Humorous Illustration Portfolio”. Ford Cartoons. Приступљено 11. 12. 2014.
- „Biography: Leslie Gilbert Illingworth – The British Cartoon Archive”. University of Kent. Архивирано из оригинала 24. 09. 2015. г. Приступљено 11. 12. 2014.
- „Biography: John Jensen – The British Cartoon Archive”. University of Kent. Архивирано из оригинала 05. 03. 2016. г. Приступљено 11. 12. 2014.
- Campbell, Jean (1986). „Benjamin Edwin Minns”. Australian Dictionary of Biography. Canberra: Australian National University. Приступљено 5. 6. 2012.
- Spielmann, Marion Harry (1895). The history of "Punch", Volume 1. Cassell and company, limited. стр. 412. „The History of Punch Phillips.”
- „The Correspondence of James McNeill Whistler: Biography of Raven-Hill”. University of Glasgow. Приступљено 22. 3. 2014.
- Harder, Hans, Mittler, Barbara, eds. Asian Punches: A Transcultural Affair. Berlin: Springer, 2013. Ebook  978-3-642-28607-0
- Rea, Christopher G. (2013). „'He'll Roast All Subjects That May Need the Roasting': Puck and Mr Punch in Nineteenth-Century China”. Asian Punches. Transcultural Research – Heidelberg Studies on Asia and Europe in a Global Context. стр. 389—422. ISBN 978-3-642-28606-3. doi:10.1007/978-3-642-28607-0_16.
- Christopher G. Rea, "‘He’ll Roast All Subjects That May Need the Roasting’: Puck and Mr Punch in Nineteenth-Century China", Asian Punches: A Transcultural Affair, edited by Hans Harder and Barbara Mittler (Berlin: Springer, 2013), pp 389–422.

## Spoljašnje veze
- Mr Punch's Parliamentary Portrait Gallery – UK Parliament Living Heritage
- Punch Magazine – Harry Furniss Biography – UK Parliament Living Heritage
- "Punch, or, The London Charivari, 1841". Science in the 19th Century Periodical. Retrieved 29 September 2013 from http://www.sciper.org/browse/PU_desc.html
- Punch magazine на сајту Internet Archive (језик: енглески)
- Punch at Project Gutenberg (plain text and HTML)
- List of Punch volumes currently online
- Hathi Trust. Punch, fulltext
- The History of "Punch" by Marion H. Spielmann, 1895, from Project Gutenberg
- Punch cartoon library, Official site of Punch Limited
- British Cartoon Archive at University of Kent
- John Leech Sketch archives from Punch, site with 600 of Leech's sketches
- Beauty's Lisping Parasite Архивирано на веб-сајту  (10. март 2020), a Punch article decoded.
- Ariadne In Naxos Архивирано на веб-сајту  (6. март 2020), a Punch cartoon analyzed.
- Searchable archive
- edmclachlan.co.uk
- punch.photoshelter.com
- martinhoneysett.com Архивирано на веб-сајту  (26. март 2020)
- „David Myers Award-winning joke cartoonist”. The Independent. 21. 6. 2007. Архивирано из оригинала 2. 1. 2008. г. Приступљено 24. 10. 2010.